# Jesse Drakes
Jesse Drakes (* 22. Oktober 1926 in New York City; † 2010 ebenda) war ein US-amerikanischer Jazztrompeter.

## Leben und Wirken
Drakes verkehrte als Jugendlicher im New Yorker Minton’s Playhouse; in den 1940er-Jahren studierte er an der Juilliard School. Seine Karriere begann er um 1945 bei Al Coopers Savoy Sultans und arbeitete dann mit Sid Catlett, J. C. Heard, Eddie Heywood, Deke Watson und Sarah Vaughan. Zwischen 1948 und 1956 arbeitete er häufig mit dem Tenorsaxophonisten Lester Young, u. a. zu hören auf dessen Aufnahmen für Savoy Records (The Master Touch). In diesen Jahren spielte er auch mit Harry Belafonte, Gene Ammons, Sonny Stitt, Louie Bellson und im Duke Ellington Orchestra (1956). Im Bereich des Jazz war er zwischen 1945 und 1961 an 34 Aufnahmesessions beteiligt.
In den späten 1950er- und 1960er-Jahren verlagerte Drakes sich mehr auf den Rhythm and Blues, tourte mit King Curtis, spielte in den Motown-Studios und trat in der Begleitband von Ray Charles auf. Ab 1969 lebte er in New York, leitete Tanzkapellen und begleitete Sänger.  Drakes, der im Alter von 85 Jahren starb, wurde Anfang Mai 2010 tot in seinem New Yorker Apartment gefunden.